# 孔徳成

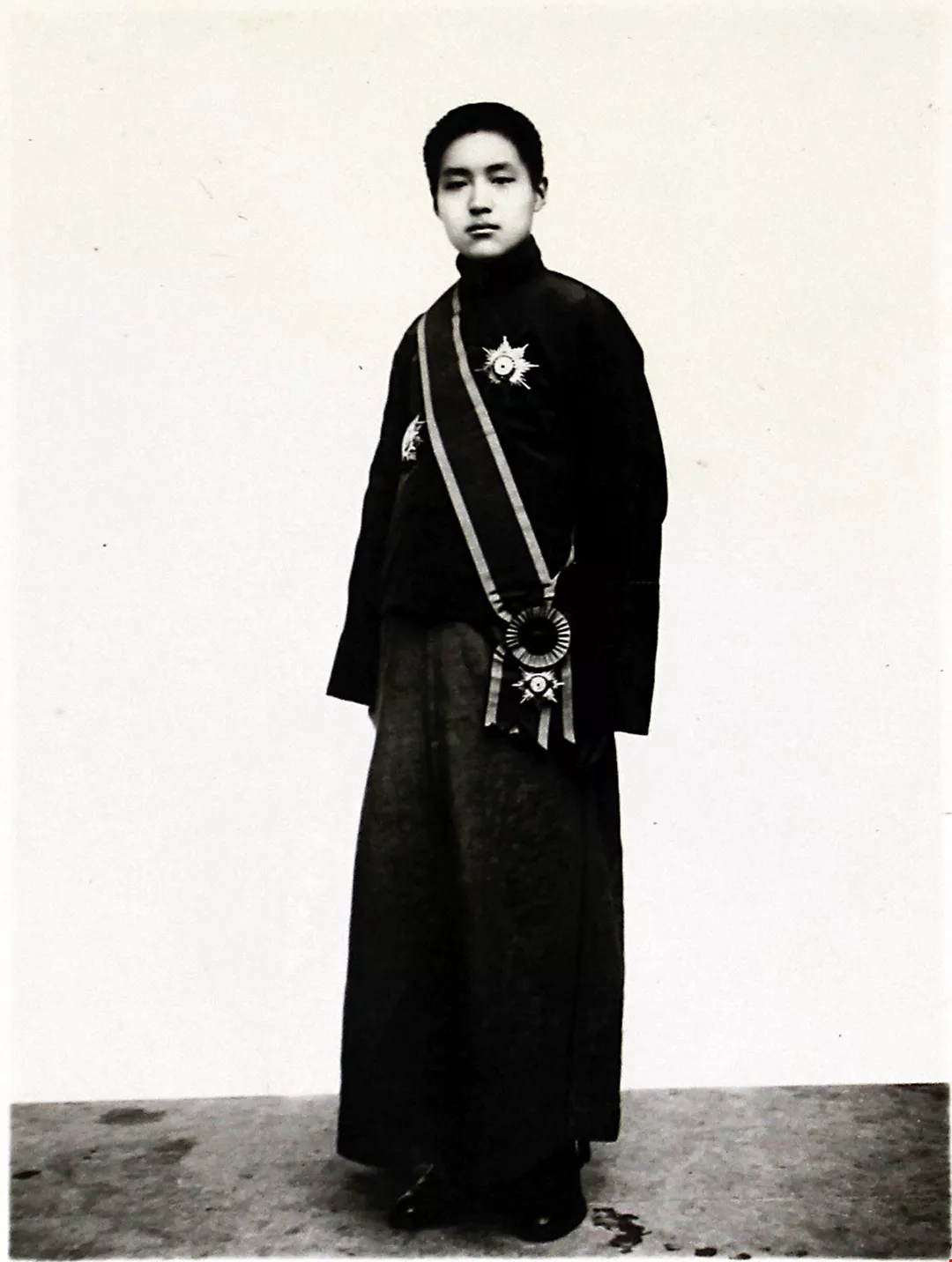
1935年

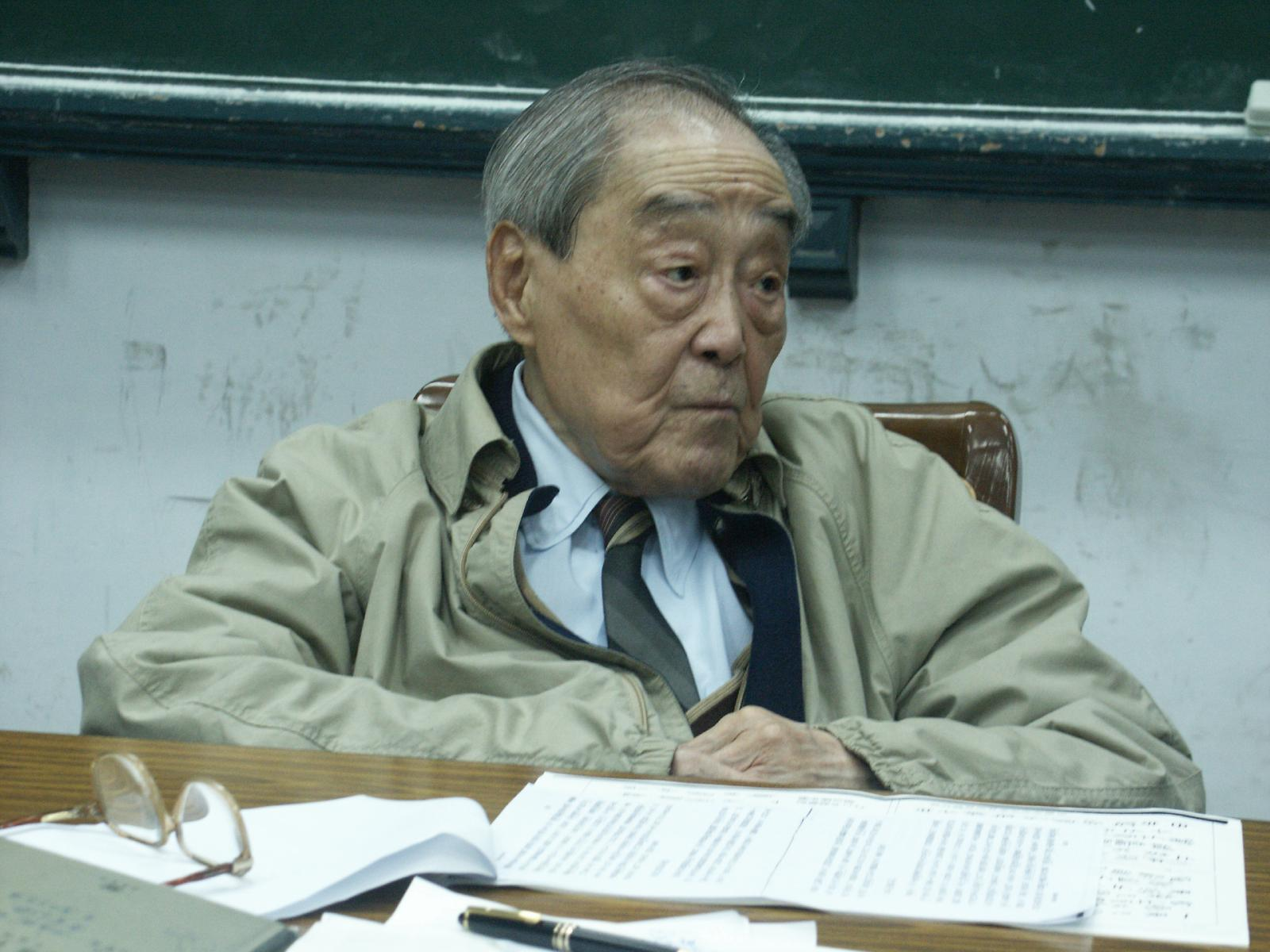
2005年

孔 徳成（こう とくせい、1920年〈民国9年〉2月23日 - 2008年〈民国97年〉10月28日）は、孔子の77代目の嫡孫。字は玉汝、号は達生。32代衍聖公、大成至聖先師奉祀官、国立台湾大学教授、中華民国考試院長・総統府資政。麗澤大学名誉博士。

## 生涯

### 青少年期
1920年2月23日に山東省曲阜の孔府で誕生した。父の孔令貽は前年の1919年11月8日に北京の太僕寺街衍聖公府で死去していた。生母の王宝翠も出産後すぐに亡くなったため、孔令貽の正妻の陶氏に養われた。生後百日の6月6日、大総統徐世昌は衍聖公の襲爵を認める大総統令を出した。1924年から呉伯簫より英語を、詹澄秋より琴を学び始めた。1929年、陶氏が死去した。
1935年、民国に世襲の爵位が存在するのは不適切として、中国国民党の国民政府は衍聖公の称号を廃止した。しかし儒教の伝統を途絶えさせることはできないとして、衍聖公を大成至聖先師奉祀官に改称してこれに任じた。これは中華民国で唯一の世襲の特任官であった。この年の7月に陳立夫主催、戴季陶監督のもと南京で就任の宣誓を行い、蔣介石の臨席を得た。1936年より荘陔蘭より国学と書を学び始めた。書は始めは王羲之・王献之の手法から学び、後に顔真卿や北魏の張猛龍碑からも学び、さらに甲骨文字や金石文も研究した。同年12月16日に清朝の大臣孫家鼐のひ孫の孫琪方と結婚した。

### 日中戦争前後
日中戦争開始前、日本は数度にわたって曲阜に使者を出し、関東大震災後に再建された湯島聖堂の孔廟の落成式に参加してほしいと要請したが、今後日本軍による傀儡として利用されることを恐れてこれを拒絶した。日中戦争勃発後の1937年12月に兗州市（現：済寧市兗州区）72師師長孫桐萱は蔣介石の命を受けて、孔徳成夫婦を避難させた。1938年1月、曲阜が陥落したことを受けて武漢で抗日宣言を発表した。その後重慶に移り、この時に成立した孔学会の主宰となり、討論と講演会を通じて孔子の学術思想と民族精神の研究と宣揚に努めた。当時、重慶には中国各地から避難してきた学者が集中しており、伝統文化に対して様々な研究方法が議論された。孔徳成の受けた衝撃は大きく、著名な学者の王献唐に師事し、さらに学問の方法論を傅斯年と屈万里から教わった。
1945年に戦争が終結すると上海に移り、1947年3月には曲阜に戻った。1948年3月29日、国民大会代表に選ばれた。同年にアメリカ合衆国に文化研究に赴き、イェール大学の研究員となった。翌年3月に帰国し、香港・マカオ・広州を訪問した。

### 台湾
1949年4月、国共内戦で劣勢だった中華民国政府の求めに応じて台湾に移住し、台北で家廟を復建して儒学の指導に当たった。1955年より国立台湾大学中文系と人類学系の教授を兼任し、「三礼研究」「金文研究」「殷周青銅彝器研究」課程を亡くなるまで講義した。1956年7月から1964年4月まで国立中央博物図書院館聯合管理処主任委員を務めた。1964年、台湾中国書法学会で常務監事の一人に選ばれた。その後、1984年9月1日から1993年4月24日まで考試院院長を務め、1990年代より総統府資政となった。1996年には中華人民共和国で儒教の復権を推し進めた谷牧と、香港在住の孔子第77代の子孫孔徳墉が打ち出した孔子世家譜の完成に許可を出している。中華人民共和国と台湾の中華民国の間で交流が活発化した2005年に山東省の曲阜師範学校から名誉校長に任命され、2007年には曲阜にある中国孔子研究院の永久名誉校長に就任した。2005年11月15日、国立台湾大学創立七十七周年記念に際して、名誉博士の学位が贈られた。2008年10月28日、台北県新店市（現：新北市新店区）で肺炎に敗血症を併発して死去。

## 著作
- 『礼記釈義』（1951年）
- 『礼記叙論』（1953年、台湾大学講義録）
- 『金文講義』（1953年、台湾大学講義録）
- 『金文選読』（1968年）